# ناتالي جاكوبسون
ناتالي جاكوبسون (بالإنجليزية: Natalie Jacobson)‏ هي صحفية أمريكية، ولدت في 14 أغسطس 1943.